# Nordbynes
Nordbynes est une localité du comté de Troms, en Norvège.

## Géographie
Administrativement, Nordbynes fait partie de la kommune de Balsfjord.